# Иван Кънев
 Тази статия е за художника.  За революционера вижте Иван Кънев (революционер).  
Иван Петков Кънев е български художник – график и живописец, работи основно пейзажи, натюрморти и портрети. Баща е на художничката Каля Зографова.

## Биография
Роден е на 29 март 1935 г. в Нова Загора. През 1963 година завършва специалност приложна графика на ВИИИ „Нколай Павлович“ в класа на проф. Александър Поплилов.
Работи като музеен работник: от 1963 до 1968 година в Сливенската художествена галерия, а от 1968 до 1973 година – в Националната художествена галерия. Между 1973 и 1985 година работи в дирекция „Музеи“ при Комитета за култура като специалист по художествените галерии. От 1985 до 1993 година заема поста директор на Софийската градска художествена галерия.
Още от 1965 година Иван Кънев започва да излага творбите си в общи художествени изложби. Първата му самостоятелна изложба е през 1973 година в София. Самостоятелни изложби прави още в Сливен, Нова Загора, Смолян, Казанлък, и в чужбина: Сирия, Полша, Унгария, Зимбабве. През 2002 година по повод Ивановден прави в София съвместна изложба на живопис и малка пластика заедно с художника Иван Яхнаджиев и скулптора Иван Иванов-Кулински. През 2005 година юбилейна изложба по повод 70-годишнината на Кънев е организирана в СГХГ.
Творби на Иван Кънев са притежание на НХГ, СГХГ, художествените галерии в Берковица, Казанлък, Плевен, Пловдив, Разград, Русе, Силистра, Сливен, Стара Загора, Търговище, както и на частни колекционери от България, Франция, Швейцария, Дания.